# Негернбётель
Негернбётель (нем. Negernbötel) — община в Германии, в земле Шлезвиг-Гольштейн. 
Входит в состав района Зегеберг. Подчиняется управлению Трафе-Ланд.  Население составляет 1083 человека (на 31 декабря 2010 года). Занимает площадь 16,97 км².